# Гедареф (город)
Геда́реф (араб. القضارف‎, англ. Gedarif) — город на востоке Судана. Является административным центром одноимённой провинции. Население — 354 927 человек (по данным 2005 года).
Гедареф был основан в 1820-х годах беженцами из Египта. Основное население города составляют арабы, нубийцы и беджа.

## География и климат
Гедареф расположен на востоке страны, недалеко от границы с Эфиопией, в 400 км на юго-восток от столицы Судана — Хартума. С трёх сторон город окружён горами; он расположился на плоской возвышенности на высоте около 600 м над уровнем моря.
Для данной местности характерна чётко выраженная сезонность в распределении осадков. Период дождей длится 3-4 месяца, за это время выпадает от 700 до 900 мм осадков.
| Показатель                    | Янв. | Фев. | Март | Апр. | Май  | Июнь | Июль  | Авг.  | Сен. | Окт. | Нояб. | Дек. | Год   |
| ----------------------------- | ---- | ---- | ---- | ---- | ---- | ---- | ----- | ----- | ---- | ---- | ----- | ---- | ----- |
| Средний суточный максимум, °C | 34,7 | 36,4 | 39,2 | 41,0 | 40,6 | 37,5 | 33,4  | 32,2  | 34,1 | 36,8 | 37,1  | 35,2 | 36,5  |
| Средняя температура, °C       | 25,9 | 27,5 | 30,3 | 32,3 | 32,7 | 30,1 | 27,1  | 26,3  | 27,4 | 29,3 | 28,9  | 26,6 | 28,9  |
| Средний суточный минимум, °C  | 17,2 | 18,3 | 21,6 | 23,8 | 25,2 | 23,4 | 21,6  | 21,2  | 21,4 | 22,1 | 21,0  | 18,1 | 21,3  |
| Норма осадков, мм             | 0,0  | 0,0  | 0,5  | 3,4  | 21,2 | 90,9 | 183,4 | 184,4 | 85,5 | 31,4 | 3,0   | 0,0  | 603,7 |
| Источник:                     |      |      |      |      |      |      |       |       |      |      |       |      |       |

## Экономика
Через Гедареф проходит два трансафриканских автомобильных маршрута:
1. Шоссе Каир-Кейптаун
2. Шоссе Нджамена-Джибути

Город является торговым центром, в котором продаются продукты сельского хозяйства, выращенные в его окрестностях: сорго, кунжут, злаковые, а также корм для скота. В городе развита обработка хлопка и других материалов для тканей; действуют мыловарни.